# Franz von Nesselrode-Ehreshoven (Landrat)
Franz Alfred Leo Hubert Graf von Nesselrode-Ehreshoven (geboren 3. Oktober 1855 in Köln; gestorben 31. Januar 1910 in Bad Honnef) war ein preußischer Landrat.

## Leben
Franz von Nesselrode-Ehreshoven entstammte dem bergischen Adelsgeschlecht von Nesselrode. Er war der Sohn des Rittergutsbesitzers Maximilian Graf von Nesselrode-Ehreshoven, Oberhofmeister der Kaiserin Augusta und von 1856 bis 1863 Landrat des Kreises Wipperfürth, und dessen Ehefrau, Melanie Gräfin von Nesselrode-Ehreshoven, geborene Gräfin von Hatzfeld aus dem Hause Wildenburg.
Nachdem Franz von Nesselrode-Ehreshoven zunächst Hausunterricht erteilt worden war, trat er im Herbst 1871 in die Rheinische Ritterakademie in Bedburg ein, von der er im Juli 1875 mit der Erlangung des Reifezeugnis abging. Anschließend nahm er ein Studium der Rechtswissenschaften an den Universitäten Bonn, Straßburg und Göttingen auf. 
Mit Ablegung der ersten juristischen Staatsprüfung im Dezember 1878 bei dem Appellationsgericht in Celle mit nachfolgender Vereidigung zum Gerichtsreferendar am 9. Januar 1879 setzte er seine juristische Ausbildung beim Amtsgericht Osterode/Harz fort, von wo er in den Bezirk des Rheinischen Appellationsgerichtshofes übernommen wurde (Friedensgericht Köln, Amtsgericht Mülheim/Rhein bzw. Trier sowie Strafkammer Trier), ehe er im Juli 1881 aus dem Justizdienst ausschied.
Auf seine juristische Ausbildung ließ Franz von Nesselrode-Ehreshoven eine militärische folgen. Im Juli 1881 trat er als Avantageur in das 1. Garde-Ulanen-Regiment in Potsdam ein, dort erhielt er mit Allerhöchster Kabinettsorder (AKO) vom 11. März 1882 auch seine Ernennung zum Secondelieutenant, bevor er im Frühjahr 1885 den aktiven Militärdienst wieder verließ um am 25. Juni 1885 vertretungsweise die Verwaltung des Landkreises Köln anzutreten. Trotz seiner definitiven Ernennung mit Bestallung vom 21. April 1886 folgte kaum anderthalb Jahre darauf seine zunächst kommissarische Versetzung auf die Stellung des Landrates des Kreises Wipperfürth. Am 27. Februar 1888 definitiv bestätigt erfolgte seine Versetzung in den Ruhestand zum 1. August 1893 und mit Dimissoriale vom 3. Juli 1893. Von 1888 bis 1892 war er auch Abgeordneter im Provinziallandtag der Rheinprovinz. 
Franz Graf von Nesselrode-Ehreshoven war Besitzer der Güter Halberg, Scheiderhöhe und Burg Vilzelt.

## Familie
Am 10. Dezember 1901 heiratete Franz in Honnef Maria-Rita Sophia Franziska von Weise (* 30. September 1865 in Berlin; † 15. November 1931 in Honnef), die Tochter des preußischen Majors Jakob von Weise und dessen Ehefrau Luise Livonius. Aus der Ehe gingen zwei Kinder hervor:
- Franz Bertram Otto Melanie Valentin Maria (* 30. April 1903 in Honnef)
- Maria Luise Agatha (* 31. Juli 1905 in Honnef; † 1993) ⚭ 12. Juli 1933 auf Schloss Wildleiningen Hasso Prinz zu Leiningen (1903–1967), ihr selbst war Burg Vilzelt als Besitz zugefallen.[3]